# Al-Madabi
Al-Madabi – wieś w Syrii, w muhafazie Hims, w dystrykcie Hims. W 2004 roku liczyła 1893 mieszkańców.